# Selecció catalana de pitch and putt
La selecció catalana de pitch-and-putt és l'equip nacional que representa Catalunya a les competicions internacionals de pitch and putt. Està dirigida per la Federació Catalana de Pitch and putt, un dels membres fundadors de l'Associació Europea de Pitch and Putt (EPPA) i de la Federació Internacional de Pitch and Putt (FCPP).
Debutà internacionalment el 1997 en un partit contra Irlanda a la International Challenge Cup i fou reconeguda dos anys més tard per l'EPPA i la FCPP. Disputà el primer Campionat d'Europa celebrat a Chelmsford i aviat es consolidà com un dels equips més potents del món. Al llarg de la seva història, la selecció catalana ha guanyat dues Copes del Món (2004 i 2006) i dos Campionats d'Europa (2010 i 2014).

## Historial
| Copa del Món |                 |                        |               |
| Any          | Edició          | Seu                    | Classificació |
| 2004         | 1a Copa del Món | Chia (Itàlia)          | Campions      |
| 2006         | 2a Copa del Món | Teià (Catalunya)       | Campions      |
| 2008         | 3a Copa del Món | Arnhem (Països Baixos) | 3a posició    |
| 2012         | 4a Copa del Món | Royal Mealth (Irlanda) | 5a posició    |

| Campionat d'Europa |                       |                            |               |
| Any                | Edició                | Seu                        | Classificació |
| 1999               | 1r Campionat d'Europa | Chelmsford (Gran Bretanya) | 4a posició    |
| 2001               | 2n Campionat d'Europa | Lloret de Mar (Catalunya)  | 2a posició    |
| 2003               | 3r Campionat d'Europa | McDonagh (Irlanda)         | 2a posició    |
| 2005               | 4t Campionat d'Europa | Overbetuwe (Països Baixos) | 3a posició    |
| 2007               | 5è Campionat d'Europa | Chia (Itàlia)              | 2a posició    |
| 2010               | 6è Campionat d'Europa | Lloret de Mar (Catalunya)  | Campions      |
| 2014               | 7è Campionat d'Europa | Xixerella (Andorra)        | Campions      |

## Jugadors
Selecció nacional al Campionat d'Europa 2010
- Enric Sanz
- Paco Salido
- Fernando Cano
- Jordi Saborit
- Dani Gimenez
- Daniel Coleman

Selecció nacional a la Copa del Món 2008
- Salvador Garangou
- Daniel Giménez
- Fernando Cano

Selecció nacional al Campionat d'Europa 2007
- Marc Lloret
- Joan Poch
- Fernando Cano
- Jordi Serra
- David Solé
- Daniel Coleman